# Svenska världsrekord i friidrott

Svenska världsrekord i friidrott.

Det här är en lista över världsrekord i friidrottsgrenar satta av svenska friidrottare (juniorer och seniorer). Listan upptar endast rekord godkända av Internationella friidrottsförbundet (World Athletics) och omfattar rekord satta både inomhus och utomhus inklusive grenar som inte längre har världsrekordstatus. En del rekord före 1913 noterades av IAAF som officiella världsrekord i efterhand.

## Damer

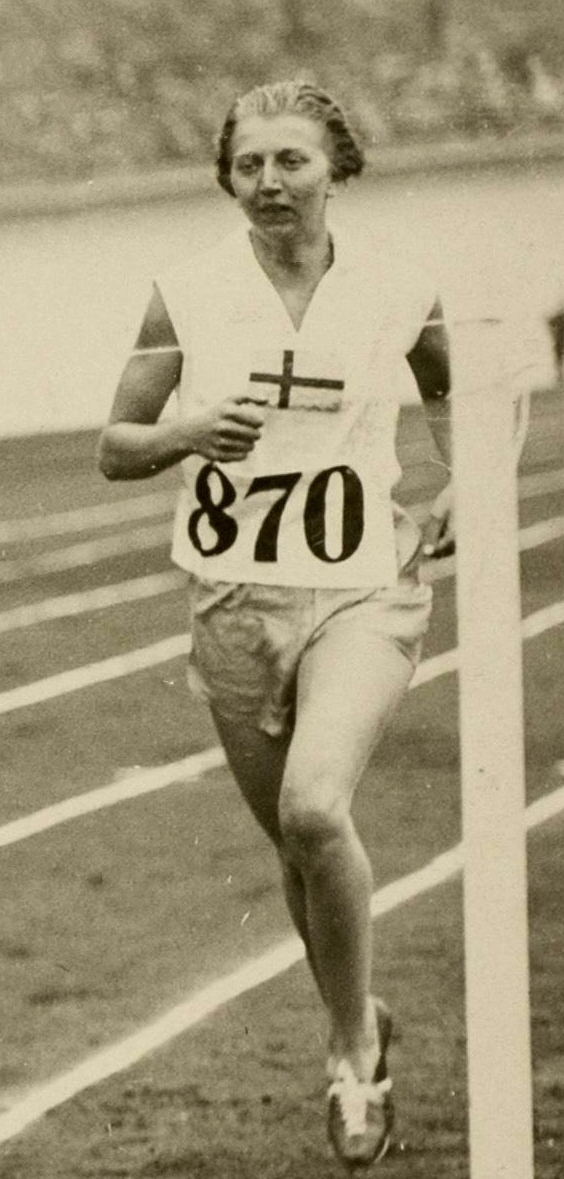
Inga Gentzel, 1928.

Första svenska världsrekordet i friidrott av damer sattes av Inga Gentzel i 800 m löpning vid tävlingar den 16 juni 1928 på Stockholms stadion. Organiserade damtävlingar startade senare än herrtävlingar, första SM för damer hölls 1927 efter Internationella kvinnospelen 1926 i Göteborg.

### Hoppgrenar
| Gren              | Namn            | Resultat   | Datum      | Plats              | Gällde till |
| ----------------- | --------------- | ---------- | ---------- | ------------------ | ----------- |
| Höjdhopp, inomhus | Kajsa Bergqvist | 2,08 meter | 2006-02-04 | Arnstadt, Tyskland | gäller      |

### Löpgrenar

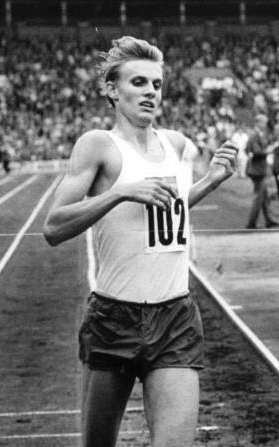
Anders Gärderud, 1968

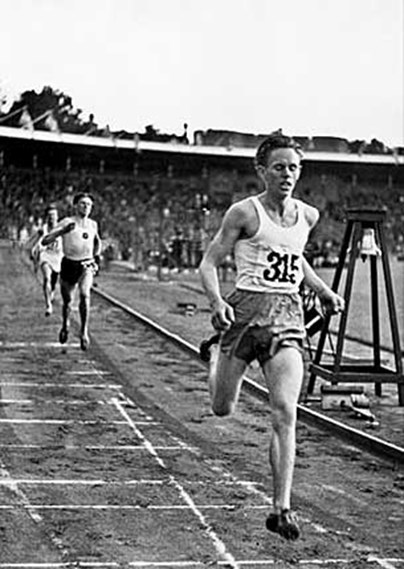
Gunder Hägg, 1940

| Gren                          | Namn           | Resultat        | Datum      | Plats                | Gällde till |
| ----------------------------- | -------------- | --------------- | ---------- | -------------------- | ----------- |
| Häcklöpning 60 meter, inomhus | Susanna Kallur | 7,68 sekunder   | 2008-02-10 | Karlsruhe, Tyskland  | 2024-02-11  |
| Häcklöpning 80 meter          | Maj Jacobsson  | 12,1 sekunder   | 1930-09-02 | Stockholm, Sverige   | 1931-04-02  |
| 800 meter                     | Inga Gentzel   | 2 min, 20,4 sek | 1928-06-16 | Stockholm, Sverige   | 1928-07-01  |
| 800 meter                     | Anna Larsson   | 2 min, 15,9 sek | 1944-08-27 | Stockholm, Sverige   | 1945-08-19  |
| 800 meter                     | Anna Larsson   | 2 min, 14,8 sek | 1945-08-19 | Helsingborg, Sverige | 1945-08-30  |
| 800 meter                     | Anna Larsson   | 2 min, 13,8 sek | 1945-08-30 | Stockholm, Sverige   | 1950-07-17  |
| 880 yards                     | Anna Larsson   | 2 min, 15,6 sek | 1945-09-05 | Stockholm, Sverige   | 1952-09-17  |

### Gång
| Gren     | Namn        | Resultat         | Datum      | Plats      | Gällde till |
| -------- | ----------- | ---------------- | ---------- | ---------- | ----------- |
| 10 000 m | Ann Jansson | 47 min, 58.2 sek | 1981-10-17 | Falkenberg | 1983-08-28  |

Dessutom har världsbästatider presterats av Irma Hansson (tre gånger) och Margareta Simu på 20 km samt av Monica Svensson på 50 km innan världsrekord började noteras på distanserna.

## Herrar

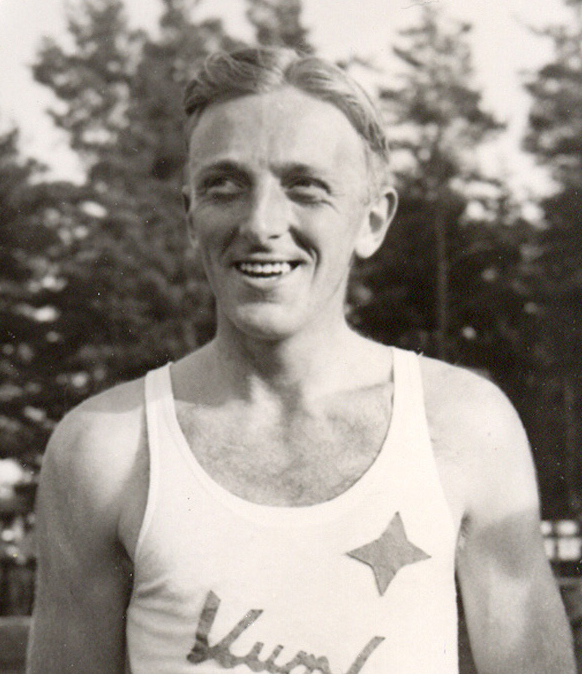
Werner Hardmo

Första svenska världsrekordet i friidrott av herrar sattes av AIK:s stafettlag vid tävlingar den 13 september 1908 på Stockholms idrottspark.
De första individuella svenska världsrekord i friidrott av herrar sattes av Tore Bildt i gång 5000 m vid tävlingar den 30 juli 1911 vid tävlingar i Stockholm och av Eric Lemming i spjutkastning vid tävlingar den 29 september 1912 på Stockholms stadion.

### Gång
| Gren                         | Namn             | Resultat           | Datum      | Plats                  | Gällde till |
| ---------------------------- | ---------------- | ------------------ | ---------- | ---------------------- | ----------- |
| 3 000 m                      | Gunnar Jönning   | 12:36,0 min        | 1936-08-23 | Mjölby, Sverige        | 1937-07-13  |
| 3 000 m                      | John Mikaelsson  | 12:34,2 min        | 1937-07-13 | Köpenhamn, Danmark     | 1937-09-23  |
| 3 000 m                      | John Mikaelsson  | 12:19,0 min        | 1942-09-05 | Malmö, Sverige         | 1943-08-25  |
| 3 000 m                      | Werner Hardmo    | 12:10,4 min        | 1943-08-25 | Örebro, Sverige        | 1943-09-08  |
| 3 000 m                      | Werner Hardmo    | 12:02,2 min        | 1943-09-08 | Stockholm, Sverige     | 1944-08-22  |
| 3 000 m                      | Werner Hardmo    | 11:59,8 min        | 1944-08-22 | Uppsala, Sverige       | 1945-08-21  |
| 3 000 m                      | Werner Hardmo    | 11:56,0 min        | 1945-08-21 | Tibro, Sverige         | 1945-09-01  |
| 3 000 m                      | Werner Hardmo    | 11:51,8 min        | 1945-09-01 | Uppsala, Sverige       | 1959-01-01  |
| 2 engelska miles (3 218 m)   | Werner Hardmo    | 13:09,8 min        | 1943-06-18 | Västerås, Sverige      | 1943-09-26  |
| 2 engelska miles (3 218 m)   | Werner Hardmo    | 13:05,2 min        | 1943-09-26 | Örebro, Sverige        | 1944-06-28  |
| 2 engelska miles (3 218 m)   | Werner Hardmo    | 13:00,8 min        | 1944-06-28 | Stockholm, Sverige     | 1944-07-17  |
| 2 engelska miles (3 218 m)   | Werner Hardmo    | 13:00,0 min        | 1944-07-17 | Malmö, Sverige         | 1945-07-18  |
| 2 engelska miles (3 218 m)   | Werner Hardmo    | 12:54,0 min        | 1945-07-18 | Landskrona, Sverige    | 1945-09-01  |
| 2 engelska miles (3 218 m)   | Werner Hardmo    | 12:45,0 min        | 1945-09-01 | Malmö, Sverige         | 1959-01-01  |
| 5 000 m                      | Tore Bildt       | 24:35,8 min        | 1911-07-30 | Stockholm, Sverige     | 1918-07-06  |
| 5 000 m                      | John Mikaelsson  | 21:49,2 min        | 1936-09-13 | Kristinehamn, Sverige  | 1937-06-16  |
| 5 000 m                      | John Mikaelsson  | 21:14,0 min        | 1937-07-13 | Köpenhamn, Danmark     | 1937-09-26  |
| 5 000 m                      | John Mikaelsson  | 20:55,8 min        | 1942-09-05 | Malmö, Sverige         | 1943-09-04  |
| 5 000 m                      | Werner Hardmo    | 20:31,6 min        | 1943-09-04 | Malmö, Sverige         | 1945-07-31  |
| 5 000 m                      | Werner Hardmo    | 20:26,8 min        | 1945-07-31 | Kumla, Sverige         | 1959-01-01  |
| 10 000 m                     | Werner Hardmo    | 43:21,4 min        | 1943-08-29 | Växjö, Sverige         | 1943-09-19  |
| 10 000 m                     | Werner Hardmo    | 42:47,8 min        | 1943-09-19 | Mariestad, Sverige     | 1945-09-09  |
| 10 000 m                     | Werner Hardmo    | 42:39,6 min        | 1945-09-09 | Kumla, Sverige         | 1958-05-07  |
| 7 engelska miles (11 265 m)  | John Mikaelsson  | 50:19,2 min        | 1937-04-03 | London, Storbritannien | 1942-09-13  |
| 7 engelska miles (11 265 m)  | Werner Hardmo    | 49:59,2 min        | 1942-09-13 | Kumla, Sverige         | 1942-09-27  |
| 7 engelska miles (11 265 m)  | John Mikaelsson  | 49:21,2 min        | 1942-09-27 | Kristinehamn, Sverige  | 1944-09-10  |
| 7 engelska miles (11 265 m)  | Werner Hardmo    | 49:04,6 min        | 1944-09-10 | Kumla, Sverige         | 1944-10-01  |
| 7 engelska miles (11 265 m)  | Werner Hardmo    | 48:53,6 min        | 1944-10-01 | Örebro, Sverige        | 1945-09-01  |
| 7 engelska miles (11 265 m)  | John Mikaelsson  | 48:36,4 min        | 1945-09-01 | Stockholm, Sverige     | 1944-09-09  |
| 7 engelska miles (11 265 m)  | Werner Hardmo    | 48:15,2 min        | 1945-09-09 | Kumla, Sverige         | 1959-01-01  |
| 10 engelska miles (16 094 m) | John Mikaelsson  | 1 tim,13:59,4 min  | 1937-09-02 | Sundbyberg, Sverige    | 1942-08-30  |
| 10 engelska miles (16 094 m) | John Mikaelsson  | 1 tim,13:03,8 min  | 1942-08-30 | Söderhamn, Sverige     | 1944-10-08  |
| 10 engelska miles (16 094 m) | Werner Hardmo    | 1 tim, 11:58,0 min | 1944-10-08 | Arvika, Sverige        | 1945-08-23  |
| 10 engelska miles (16 094 m) | John Mikaelsson  | 1 tim, 10:55,8 min | 1945-08-23 | Stockholm, Sverige     | 1954-04-30  |
| 20 000 m                     | John Mikaelsson  | 1 tim, 32:28,4 min | 1942-07-12 | Växjö, Sverige         | 1953-11-01  |
| 20 000 m                     | Stefan Johansson | 1 tim, 18:35,2 min | 1992-05-15 | Bergen, Norge          | 1994-05-07  |
| 1 timme                      | John Mikaelsson  | 13 555 meter       | 1941-10-55 | Kumla, Sverige         | 1944-10-08  |
| 1 timme                      | Werner Hardmo    | 13 593 meter       | 1944-10-08 | Arvika, Sverige        | 1945-09-01  |
| 1 timme                      | John Mikaelsson  | 13 812 meter       | 1945-09-01 | Stockholm, Sverige     | 1959-01-01  |
| 2 timmar                     | Olle Andersson   | 25 531 meter       | 1945-09-15 | Stockholm, Sverige     | 1952-10-12  |
| 30 000 m                     | Harry Olsson     | 2 tim, 28:57,4 min | 1943-08-15 | Borås, Sverige         | 1952-05-18  |
| 30 000 m                     | John Ljunggren   | 2 tim, 27:42,0 min | 1952-08-03 | Värnamo, Sverige       | 1952-10-12  |
| 50 000 m                     | John Ljunggren   | 4 tim, 32:52,0 min | 1951-07-29 | Gislaved, Sverige      | 1952-06-01  |
| 50 000 m                     | John Ljunggren   | 4 tim, 29:58,0 min | 1953-08-08 | Fristad, Sverige       | 1955-10-13  |

Dessutom har världsbästatider presterats av John Mikaelsson (två gånger) på 20 km innan världrekord började noteras på distansen 1 januari 2004.

### Hoppgrenar
| Gren              | Namn             | Resultat    | Datum      | Plats                       | Gällde till |
| ----------------- | ---------------- | ----------- | ---------- | --------------------------- | ----------- |
| Höjdhopp          | Patrik Sjöberg   | 2,42 meter  | 1987-06-30 | Stockholm, Sverige          | 1988-09-08  |
| Höjdhopp, inomhus | Patrik Sjöberg   | 2,41 meter  | 1987-02-01 | Piraeus, Grekland           | 1988-02-26  |
| Stavhopp          | Kjell Isaksson   | 5,51 meter  | 1972-04-08 | Austin, Texas US            | 1972-04-15  |
| Stavhopp          | Kjell Isaksson   | 5,54 meter  | 1972-04-15 | Los Angeles, Kalifornien US | 1972-06-12  |
| Stavhopp          | Kjell Isaksson   | 5,55 meter  | 1972-06-12 | Helsingborg, Sverige        | 1972-07-02  |
| Stavhopp          | Armand Duplantis | 6,17 meter  | 2020-02-08 | Toruń, Polen                | 2020-02-15  |
| Stavhopp          | Armand Duplantis | 6,18 meter  | 2020-02-15 | Glasgow, Skottland          | 2022-03-07  |
| Stavhopp          | Armand Duplantis | 6,19 meter  | 2022-03-07 | Belgrad, Serbien            | 2022-03-20  |
| Stavhopp          | Armand Duplantis | 6,20 meter  | 2022-03-20 | Belgrad, Serbien            | 2022-07-24  |
| Stavhopp          | Armand Duplantis | 6,21 meter  | 2022-07-24 | Eugene, Oregon US           | 2023-02-25  |
| Stavhopp          | Armand Duplantis | 6,22 meter  | 2023-02-25 | Clermont-Ferrand, Frankrike | 2023-09-17  |
| Stavhopp          | Armand Duplantis | 6,23 meter  | 2023-09-17 | Eugene, Oregon US           | 2024-04-20  |
| Stavhopp          | Armand Duplantis | 6,24 meter  | 2024-04-20 | Xiamen, Kina                | 2024-08-05  |
| Stavhopp          | Armand Duplantis | 6,25 meter  | 2024-08-05 | Paris, Frankrike            | 2024-08-25  |
| Stavhopp          | Armand Duplantis | 6,26 meter  | 2024-08-25 | Chorzów, Polen              | 2025-02-28  |
| Stavhopp          | Armand Duplantis | 6,27 meter  | 2025-02-28 | Clermont-Ferrand, Frankrike | 2025-06-15  |
| Stavhopp          | Armand Duplantis | 6,28 meter  | 2025-06-15 | Stockholm, Sverige          | 2025-08-12  |
| Stavhopp          | Armand Duplantis | 6,29 meter  | 2025-08-12 | Budapest, Ungern            | gäller      |
| Stavhopp, inomhus | Armand Duplantis | 6,17 meter  | 2020-02-08 | Toruń, Polen                | 2020-02-15  |
| Stavhopp, inomhus | Armand Duplantis | 6,18 meter  | 2020-02-15 | Glasgow, Skottland          | 2022-03-07  |
| Stavhopp, inomhus | Armand Duplantis | 6,19 meter  | 2022-03-07 | Belgrad, Serbien            | 2022-03-20  |
| Stavhopp, inomhus | Armand Duplantis | 6,20 meter  | 2022-03-20 | Belgrad, Serbien            | 2023-02-25  |
| Stavhopp, inomhus | Armand Duplantis | 6,22 meter  | 2023-02-25 | Clermont-Ferrand, Frankrike | gäller      |
| Tresteg, inomhus  | Christian Olsson | 17,83 meter | 2004-03-07 | Budapest, Ungern            | 2010-03-14  |

### Kastgrenar

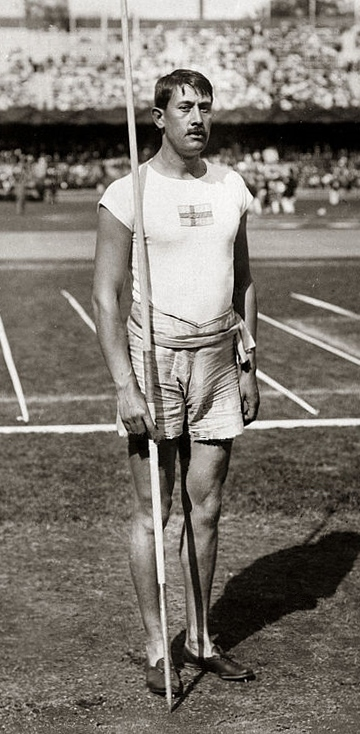
Eric Lemming, 1912.

| Gren           | Namn             | Resultat    | Datum      | Plats              | Gällde till |
| -------------- | ---------------- | ----------- | ---------- | ------------------ | ----------- |
| Diskuskastning | Harald Andersson | 52,42 meter | 1934-08-25 | Oslo, Norge        | 1935-04-28  |
| Diskuskastning | Ricky Bruch      | 68,40 meter | 1972-07-05 | Stockholm, Sverige | 1975-03-14  |
| Spjutkastning  | Eric Lemming     | 62,32 meter | 1912-09-29 | Stockholm, Sverige | 1919-08-25  |
| Spjutkastning  | Gunnar Lindström | 66,62 meter | 1924-10-12 | Eksjö, Sverige     | 1927-10-08  |
| Spjutkastning  | Erik Lundqvist   | 71,01 meter | 1928-08-15 | Stockholm, Sverige | 1930-08-08  |
| Spjutkastning  | Patrik Bodén     | 89,10 meter | 1990-03-24 | Austin Texas, USA  | 1990-07-02  |

### Löpgrenar
| Gren                       | Namn                  | Resultat         | Datum      | Plats                | Gällde till |
| -------------------------- | --------------------- | ---------------- | ---------- | -------------------- | ----------- |
| Hinderlöpning 3 000 meter  | Anders Gärderud       | 8 min, 20,8 sek  | 1972-09-14 | Helsingfors, Finland | 1973-06-19  |
| Hinderlöpning 3 000 meter  | Anders Gärderud       | 8 min, 10,4 sek  | 1975-06-25 | Oslo, Norge          | 1975-07-01  |
| Hinderlöpning 3 000 meter  | Anders Gärderud       | 8 min, 09,70 sek | 1975-07-01 | Stockholm, Sverige   | 1976-07-28  |
| Hinderlöpning 3 000 meter  | Anders Gärderud       | 8 min, 08,02 sek | 1976-07-28 | Montréal, Kanada     | 1978-05-13  |
| Häcklöpning 110 meter      | Sten Pettersson       | 14,8 sek         | 1927-09-18 | Stockholm, Sverige   | 1928-07-31  |
| Häcklöpning 110 meter      | Eric Wennström        | 14,4 sek         | 1929-08-25 | Stockholm, Sverige   | 1934-07-26  |
| Häcklöpning 400 meter      | Sten Pettersson       | 53,8 sek         | 1925-10-04 | Colombes, Frankrike  | 1927-07-02  |
| 500 meter                  | Sven Lundgren         | 1 min, 05,6 sek  | 1922-09-12 | Stockholm, Sverige   | 1924-07-25  |
| 1 000 meter                | Anatole Bolin         | 2 min, 29,1 sek  | 1918-09-22 | Stockholm, Sverige   | 1922-09-27  |
| 1 000 meter                | Sven Lundgren         | 2 min, 28,6 sek  | 1922-09-27 | Stockholm, Sverige   | 1926-09-30  |
| 1 000 meter                | Rune Gustafsson       | 2 min, 21,4 sek  | 1946-09-04 | Borås, Sverige       | 1948-08-27  |
| 1 000 meter                | Olle Åberg            | 2 min, 21,3 sek  | 1952-08-10 | Köpenhamn, Danmark   | 1952-10-27  |
| 1 000 meter                | Dan Waern             | 2 min, 18,1 sek  | 1958-09-19 | Åbo, Finland         | 1959-08-21  |
| 1 000 meter                | Dan Waern             | 2 min, 17,8 sek  | 1959-08-21 | Karlstad, Sverige    | 1960-07-19  |
| 1 500 meter                | John Zander           | 3 min, 54,7 sek  | 1917-08-05 | Stockholm, Sverige   | 1924-06-19  |
| 1 500 meter                | Gunder Hägg           | 3 min, 47,6 sek  | 1941-08-10 | Stockholm, Sverige   | 1942-07-17  |
| 1 500 meter                | Gunder Hägg           | 3 min, 45,8 sek  | 1942-07-17 | Stockholm, Sverige   | 1943-08-17  |
| 1 500 meter                | Arne Andersson        | 3 min, 45,0 sek  | 1943-08-17 | Göteborg, Sverige    | 1944-07-07  |
| 1 500 meter                | Gunder Hägg           | 3 min, 43,0 sek  | 1944-07-07 | Göteborg, Sverige    | 1954-06-04  |
| 1 500 meter                | Lennart Strand        | 3 min, 43,0 sek  | 1947-07-15 | Malmö, Sverige       | 1954-06-04  |
| 1 engelsk mile (1 609 m)   | Gunder Hägg           | 4 min, 06,2 sek  | 1942-07-01 | Göteborg, Sverige    | 1942-09-04  |
| 1 engelsk mile (1 609 m)   | Arne Andersson        | 4 min, 06,2 sek  | 1942-07-10 | Stockholm, Sverige   | 1942-09-04  |
| 1 engelsk mile (1 609 m)   | Gunder Hägg           | 4 min, 04,6 sek  | 1942-09-04 | Stockholm, Sverige   | 1943-07-01  |
| 1 engelsk mile (1 609 m)   | Arne Andersson        | 4 min, 02,6 sek  | 1943-07-01 | Göteborg, Sverige    | 1944-07-18  |
| 1 engelsk mile (1 609 m)   | Arne Andersson        | 4 min, 01,6 sek  | 1944-07-18 | Malmö, Sverige       | 1945-07-17  |
| 1 engelsk mile (1 609 m)   | Gunder Hägg           | 4 min, 01,4 sek  | 1945-07-17 | Malmö, Sverige       | 1954-05-06  |
| 2 000 meter                | John Zander           | 5 min, 30,4 sek  | 1918-06-16 | Stockholm, Sverige   | 1922-09-04  |
| 2 000 meter                | Edvin Wide            | 5 min, 26,0 sek  | 1925-06-11 | Stockholm, Sverige   | 1927-06-18  |
| 2 000 meter                | Henry Jonsson Kälarne | 5 min, 18,4 sek  | 1937-07-02 | Stockholm, Sverige   | 1937-08-26  |
| 2 000 meter                | Gunder Hägg           | 5 min, 16,4 sek  | 1942-07-21 | Malmö, Sverige       | 1942-08-23  |
| 2 000 meter                | Gunder Hägg           | 5 min, 11,8 sek  | 1942-08-23 | Östersund, Sverige   | 1948-09-29  |
| 3 000 meter                | John Zander           | 8 min, 33,2 sek  | 1918-08-07 | Stockholm, Sverige   | 1922-08-27  |
| 3 000 meter                | Edvin Wide            | 8 min, 27,6 sek  | 1925-06-07 | Halmstad, Sverige    | 1926-05-24  |
| 3 000 meter                | Henry Jonsson Kälarne | 8 min, 09,0 sek  | 1940-08-14 | Stockholm, Sverige   | 1942-08-28  |
| 3 000 meter                | Gunder Hägg           | 8 min, 01,2 sek  | 1942-08-28 | Stockholm, Sverige   | 1949-08-12  |
| 2 engelska miles (3 218 m) | Edvin Wide            | 9 min, 01,4 sek  | 1926-09-12 | Berlin, Tyskland     | 1931-07-24  |
| 2 engelska miles (3 218 m) | Gunder Hägg           | 8 min, 47,8 sek  | 1942-07-03 | Stockholm, Sverige   | 1944-06-25  |
| 2 engelska miles (3 218 m) | Gunder Hägg           | 8 min, 46,4 sek  | 1944-06-25 | Östersund, Sverige   | 1944-08-04  |
| 2 engelska miles (3 218 m) | Gunder Hägg           | 8 min, 42,8 sek  | 1944-08-04 | Stockholm, Sverige   | 1952-08-26  |
| 3 engelska miles (4 827 m) | Gunder Hägg           | 13 min, 35,4 sek | 1942-09-11 | Stockholm, Sverige   | 1942-09-20  |
| 3 engelska miles (4 827 m) | Gunder Hägg           | 13 min, 32,4 sek | 1942-09-20 | Göteborg, Sverige    | 1954-07-10  |
| 5 000 meter                | Gunder Hägg           | 13 min, 58,2 sek | 1942-09-20 | Göteborg, Sverige    | 1954-05-30  |

Dessutom har världsbästatider på maraton presterats av Thure Johansson (1909) och Alexis Ahlgren (1913) innan officiella världsrekord började noteras på distansen.

### Stafetter

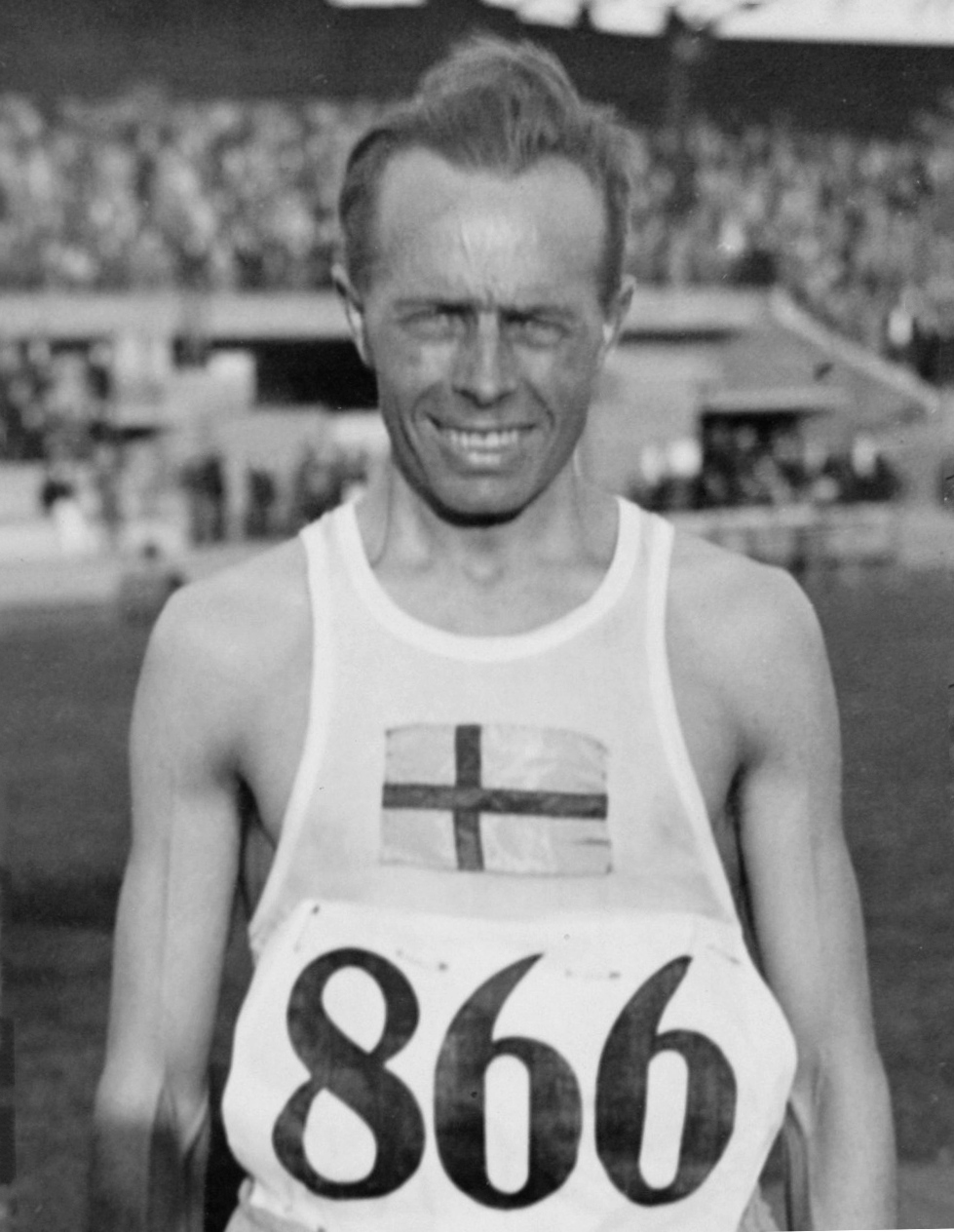
Edvin Wide, 1928.

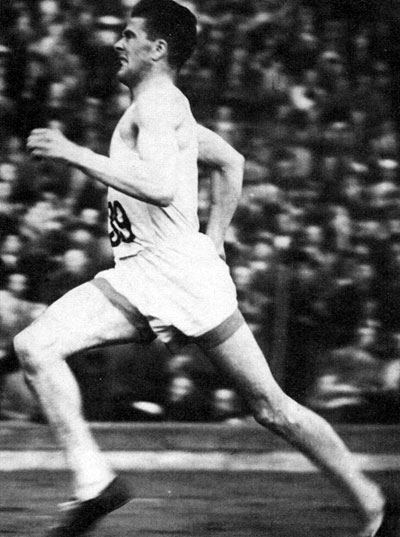
Henry Kälarne.

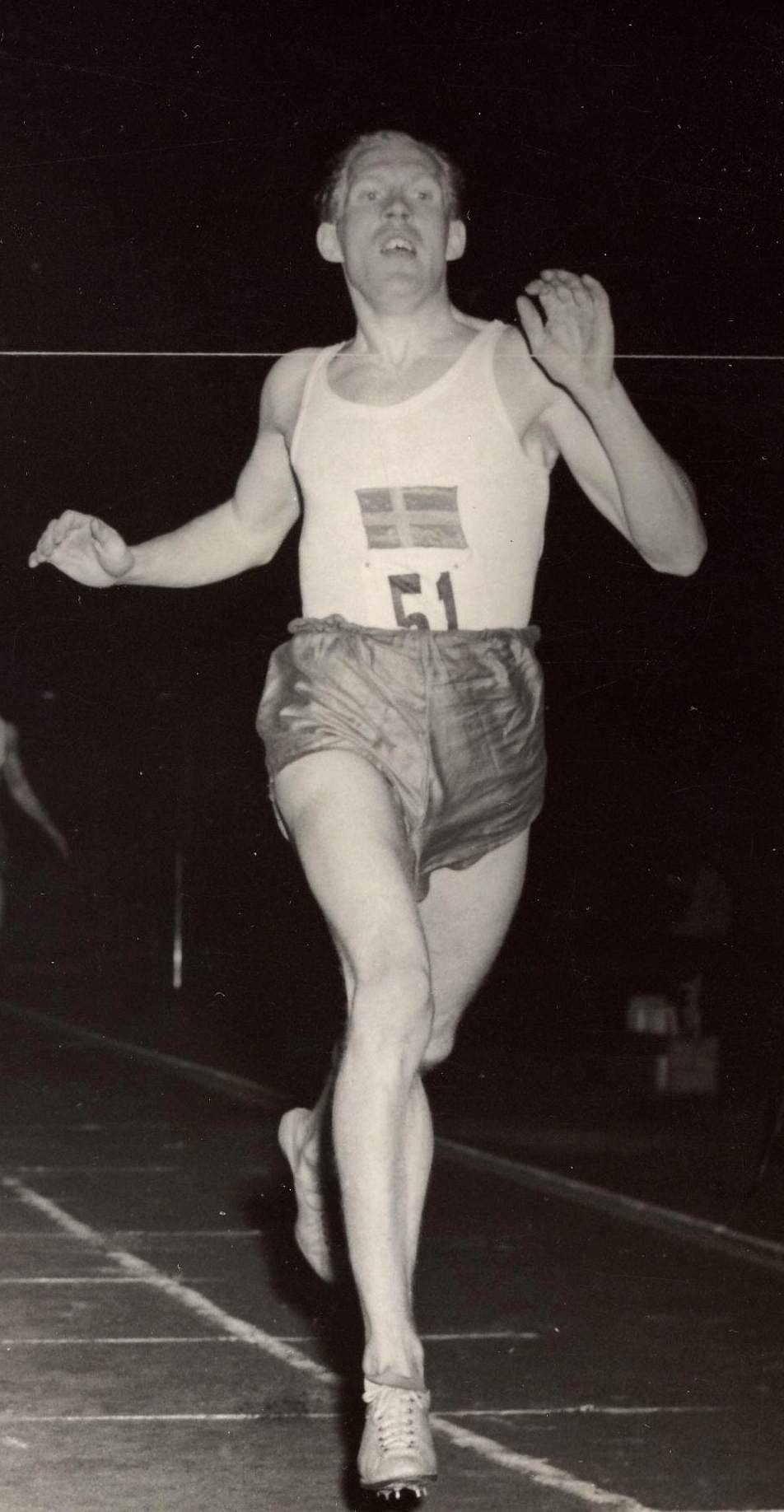
Olle Åberg, 1949.

| Gren                         | Lag                                                                                     | Resultat         | Datum      | Plats               | Gällde till |
| ---------------------------- | --------------------------------------------------------------------------------------- | ---------------- | ---------- | ------------------- | ----------- |
| 4 x 200 meter                | AIK Axel Ljung, Josef Pettersson, M. Almqvist, Hilding Håkansson                        | 1 min, 36,0 sek  | 1908-09-13 | Stockholm, Sverige  | 1919-06-07  |
| 4 x 800 meter                | Svenska landslaget Tore Sten, Olle Lindén, Stig Lindgård, Lennart Strand                | 7 min, 29,0 sek  | 1946-09-13 | Stockholm, Sverige  | 1953-07-29  |
| 4 x 1 500 meter              | IK Göta Gustaf Peterson, Josef Lindbom, Rudolf Falk, Sven Lundgren                      | 16 min, 40,2 sek | 1919-08-12 | Stockholm, Sverige  | 1925-08-02  |
| 4 x 1 500 meter              | IF Linnéa Helge Adamsson, Gösta Fosselius, Gunnar Fosselius, Edvin Wide                 | 16 min, 37,0 sek | 1925-08-02 | Norrköping, Sverige | 1926-07-12  |
| 4 x 1 500 meter              | Brandkårens IK Åke Jansson Spångert, Hugo Karlén, Henry Jonsson Kälarne, Bror Hellström | 15 min, 42,0 sek | 1941-08-03 | Göteborg, Sverige   | 1945-07-29  |
| 4 x 1 500 meter              | Malmö AI Gösta Jacobsson, Sven Stridsberg, Lennart Strand, Gunder Hägg                  | 15 min, 38,6 sek | 1945-07-29 | Norrköping, Sverige | 1947-07-27  |
| 4 x 1 500 meter              | Gefle IF Olle Åberg, Ingvar Bengtsson, Gösta Bergkvist, Henry Eriksson                  | 15 min, 34,6 sek | 1947-07-27 | Karlstad, Sverige   | 1949-07-03  |
| 4 x 1 500 meter              | Gefle IF Ingvar Bengtsson, Gösta Bergkvist, Olle Åberg, Henry Eriksson                  | 15 min, 30,2 sek | 1949-07-03 | Gävle, Sverige      | 1953-09-23  |
| 4 x 1 engelsk mile (6 437 m) | Brandkårens IK Åke Jansson Spångert, Hugo Karlén, Henry Jonsson Kälarne, Bror Hellström | 17 min, 02,8 sek | 1941-08-15 | Stockholm, Sverige  | 1948-08-27  |
| 4 x 1 engelsk mile (6 437 m) | Gefle IF Rune Wallgren, Ingvar Bengtsson, Olle Åberg, Henry Eriksson                    | 16 min, 55,8 sek | 1948-08-27 | Göteborg, Sverige   | 1949-08-05  |
| 4 x 1 engelsk mile (6 437 m) | Gefle IF Ingvar Bengtsson, Gösta Bergkvist, Olle Åberg, Henry Eriksson                  | 16 min, 42,8 sek | 1949-08-05 | Stockholm, Sverige  | 1953-08-01  |

## Juniorer

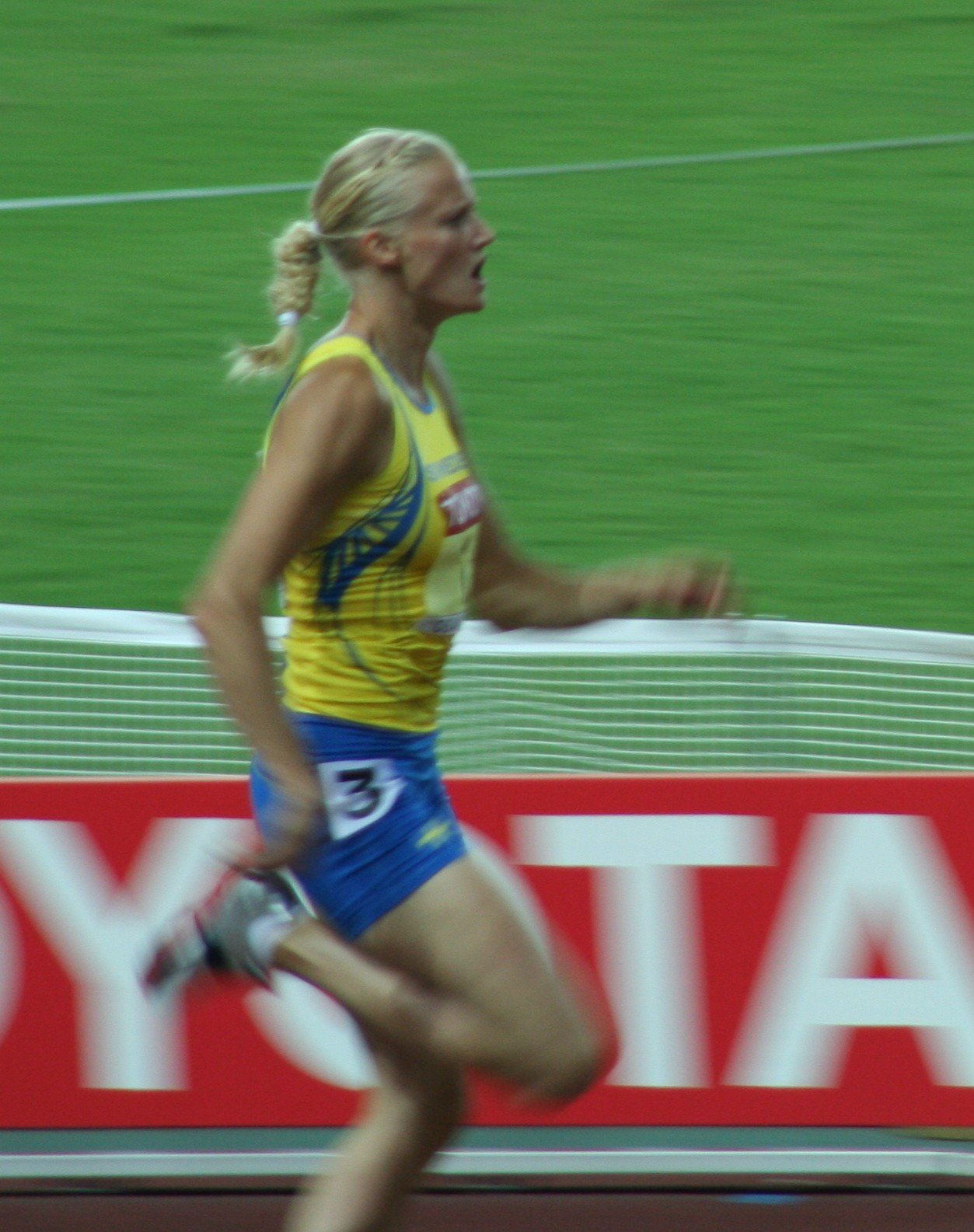
Carolina Klüft, 2007.

Sedan 1987 registreras U20-världsrekord och sedan 2012 även U20-inomhusvärldsrekord av IAAF, för juniorer till och med det år de fyller 19 år.
| Gren              | Namn               | Resultat          | Datum      | Plats                       | Gällde till                     |
| ----------------- | ------------------ | ----------------- | ---------- | --------------------------- | ------------------------------- |
| Femkamp, inomhus  | Carolina Klüft     | 4 535 poäng       | 2002-03-01 | Wien, Österrike             | 2017-02-04                      |
| Sjukamp           | Carolina Klüft     | 6 470 poäng       | 2002-07-20 | Kingston, Jamaica           | 2002-08-10                      |
| Sjukamp           | Carolina Klüft     | 6 542 poäng       | 2002-08-10 | München, Tyskland           | gäller                          |
| Stavhopp          | Angelica Bengtsson | 4,52 meter (inne) | 2011-02-20 | Sätra, Sverige              | 2011-02-22                      |
| Stavhopp          | Angelica Bengtsson | 4,53 meter (inne) | 2011-02-22 | Stockholm, Sverige          | 2011-02-22                      |
| Stavhopp          | Angelica Bengtsson | 4,58 meter (inne) | 2011-02-22 | Stockholm, Sverige          | 2011-02-22                      |
| Stavhopp          | Angelica Bengtsson | 4,63 meter (inne) | 2011-02-22 | Stockholm, Sverige          | 2015-12-19 (2016-01-31 inomhus) |
| Stavhopp          | Armand Duplantis   | 5,90 meter        | 2017-04-01 | Austin, USA                 | 2018-03-31                      |
| Stavhopp          | Armand Duplantis   | 5,92 meter        | 2018-03-31 | Austin, USA                 | 2018-08-12                      |
| Stavhopp          | Armand Duplantis   | 6,05 meter        | 2018-08-12 | Berlin, Tyskland            | gäller                          |
| Stavhopp, inomhus | Armand Duplantis   | 5,72 meter        | 2017-02-04 | Baton Rouge, USA            | 2017-02-11                      |
| Stavhopp, inomhus | Armand Duplantis   | 5,75 meter        | 2017-02-11 | New York, USA               | 2018-02-11                      |
| Stavhopp, inomhus | Armand Duplantis   | 5,81 meter        | 2018-02-25 | Clermont-Ferrand, Frankrike | 2018-02-25                      |
| Stavhopp, inomhus | Armand Duplantis   | 5,88 meter        | 2018-02-25 | Clermont-Ferrand, Frankrike | gäller                          |